# Тальбергова дача
Та́льбергова да́ча — ландшафтний заказник місцевого значення в Черкаському районі Черкаської області.

## Опис
Заказник площею 22 га розташовано біля с. Бобриця на надзаплавній терасі р. Дніпро. Під охороною рекреаційна місцевість з наявністю джерел із цілющою водою, мальовничий ландшафт.
Як об'єкт природно-заповідного фонду створено рішенням Черкаської обласної ради від 03.07.2002 р. № 7-8. Землекористувач або землевласник, у віданні якого перебуває заповідний об'єкт — Бобрицька сільська громада (як правонаступник Бобрицької сільської ради).
Назва заказника пов'язана з маєтком Тальбергів, що знаходився біля села Селище, затопленого водами Канівського водосховища.